# Yanghe (köpinghuvudort i Kina, Hubei Sheng, lat 31,10, long 113,58)
Yanghe är en köpinghuvudort i Kina. Den ligger i provinsen Hubei, i den centrala delen av landet, omkring 88 kilometer nordväst om provinshuvudstaden Wuhan. Antalet invånare är 37 398. Befolkningen består av 18 802 kvinnor och 18 596 män. Barn under 15 år utgör 14,0 %, vuxna 15-64 år 73 %, och äldre över 65 år 11,0 %.
Runt Yanghe är det tätbefolkat, med 636 invånare per kvadratkilometer. Närmaste större samhälle är Chengzhong, 17,0 km söder om Yanghe. Trakten runt Yanghe består till största delen av jordbruksmark.
Genomsnittlig årsnederbörd är 1 301 millimeter. Den regnigaste månaden är juli, med i genomsnitt 192 mm nederbörd, och den torraste är december, med 15 mm nederbörd.